# Polska Scena Punk Vol.4
Polska Scena Punk Vol.4 – album muzyczny zawierający utwory różnych, polskich wykonawców muzycznych zaliczanych do sceny punk rockowej wydany w 2002 r. Ukazał się nakładem wytwórni muzycznej GRS Tapes, a nośnikiem danych dla ścieżki dźwiękowej była jedna kaseta magnetofonowa. Była to czwarta publikacja w ramach serii albumów wydawanych pod szyldem Polska Scena Punk.

## Historia

### Wydanie pierwsze
Pomysł, idea, ale przede wszystkim również możliwość wydania albumów serii Polska Scena Punk wynikły z faktu, że Piotr Giglewicz, lider zespołu Uliczny Opryszek, wcześniej także wspólnie ze swoim bratem, Mariusze Giglewiczem (w różnych okresach czasu m.in. Nauka o Gównie, Uliczny Opryszek), zgromadził bardzo dużą kolekcję historycznych nagrań, często nigdzie niedostępnych. W kolekcji tej są dema, bootlegi i dawne albumy, często już w czasie ich publikacji trudno dostępne. Dzięki temu w prowadzonej przez Mariusza Gilewicza wytwórni muzycznej „GRS Tapes” rozpoczęto wydanie albumów z tej serii wydawniczej. Pierwszy album pod tytułem „Polska Scena Punk” ukazał się w 1997 r. Na jego okładce wydawca zapowiedział, że jest to pierwsza kompilacja z planowanych wydawnictw cyklicznych. Wypełniając tę deklarację i kontynuując rozpoczętą serię wydawniczą, wydawca opublikował jeszcze w tym samym roku drugą składankę w serii, już z określeniem w tytule numeru w ramach cyklu wydawniczego, pod tytułem „Polska Scena Punk Vol.2”, a następnie kolejno: „Polska Scena Punk Vol.3” z 2000 r., niniejszy album „Polska Scena Punk Vol.4” z 2002 r., a po nim jeszcze w tym samym roku następny „Polska Scena Punk Vol.5”.

### Reedycja
W późniejszym czasie wydano także reedycję tego albumu, która została zapisana już na płycie kompaktowej wydanej już przez NOG Records. W tym wydaniu albumu zamieszczono wszystkie utwory z wydania pierwszego. Kolejność utworów na płycie nie zmieniła się względem kasety. Do dystrybucji krążka zastosowano obwolutę w standardzie typu digipack.

### Polska Scena Punk Vol.4 – Wolność
Mariusz Gilewicz na bazie swoich doświadczeń z wytwórnią „GRS Tapes”, w ramach której wydawał albumy muzyczne zamieszczane na kasetach magnetofonowych, założył z kolei wytwórnię NOG Records, w której wydawnictwa ukazywały się przede wszystkim już na płytach kompaktowych, ale również na płytach gramofonowych. Kontynuowano tu wydawania albumów pod hasłem „Polska Scena Punk”, w tym ukazał się album pod tytułem „Polska Scena Punk Vol.4”. Miał on jednak dodany podtytuł „Wolność” i całkowicie nowy zestaw utworów innych w przeważającej części niż w niniejszym albumie wykonawców. Wydano go na jednej płycie kompaktowej w 2021 r. Pełny tytuł tego albumu brzmi – „Polska Scena Punk Vol.4 – Wolność”.

## Album
Album muzyczny „Polska Scena Punk” został wydany w 2002 r., w Polsce, przez wytwórnię muzyczną GRS Tapes. Jako nośnik danych dla ścieżki dźwiękowej zastosowano jedną kasetę magnetofonową. W ramach wymienionej wytwórni muzycznej album otrzymał identyfikator: 037. Jest albumem kompilacyjnym. Zawiera 17 utworów muzycznych. Na stronie A taśmy magnetycznej znajduje się osiem piosenek, a na stronie B zamieszczono dziewięć piosenek.

## Muzyka i wykonawcy
Muzyka zaprezentowana w ramach albumu należy do kilku nurtów muzycznych przynależnych do gatunku muzycznego jakim jest rock, przy czym wykonawcy, których utwory zamieszczono w albumie postrzegani są jako przynależni do muzycznej sceny alternatywnej, niezależnej. Pośród wspominanych nurtów muzycznych, do których zaliczane są prezentowane utwory, dominuje punk rock. W albumie zamieszczono utwory 15 różnych wykonawców. Są to następujące zespoły: Agonya, Babayaga Ojo, Cela nr 3, Discrimen, Eye For An Eye, Ferajna, Kalesony Boga Wojny, Las, Leniwiec, Nauka o Gównie, O.K.W., Piwniczne Odpady, Plebania, Robotnik, Taniec Odrzuconych. Zamieszczono po dwa utwory zespołów Eye For An Eye, O.K.W., a w przypadku pozostałych kapel zamieszczono po jednym utworze każdej z nich.

## Utwory
| Lp. | Wykonawca           | Tytuł                       | kaseta strona, numer |
| --- | ------------------- | --------------------------- | -------------------- |
| 1   | Kalesony Boga Wojny | Jestem jednym z nich        | A1                   |
| 2   | Leniwiec            | Pośmiertnie oznaczeni       | A2                   |
| 3   | Robotnik            | Fabryki                     | A3                   |
| 4   | Las                 | Spójrz                      | A4                   |
| 5   | Nauka o Gównie      | Wierzę w Jednego Boga       | A5                   |
| 6   | Eye For An Eye      | Wiemy                       | A6                   |
| 7   | Agonya              | Spustoszenie                | A7                   |
| 8   | O.K.W.              | Nigdy Nie Ufaj              | A8                   |
| 9   | Plebania            | Nikt tu nie jest w porządku | B1                   |
| 10  | O.K.W.              | Nigdy Nie Ufaj              | B2                   |
| 11  | Discrimen           | Nigdy więcej                | B3                   |
| 12  | Piwniczne Odpady    | Ziemia II                   | B4                   |
| 13  | Babayaga Ojo        | Zadyma                      | B5                   |
| 14  | Taniec Odrzuconych  | Problem                     | B6                   |
| 15  | Eye For An Eye      | S.I.K                       | B7                   |
| 16  | Cela nr 3           | Cela nr 3                   | B8                   |
| 17  | Ferajna             | Moje Miasto                 | B9                   |

## Odbiór i oceny
Album w serwisie internetowym Discogs otrzymał ocenę, według stanu na styczeń 2025 r. – (Avg Rating):  (3.33/5 przy 3 oceniających), przy czym pośród osób przynależących do tej społeczności internetowej w tym czasie 6 osób deklarowało posiadanie albumu, a 5 osoby, iż chciałoby go posiadać.